# Луковский, Иван Александрович
Иван Александрович Луковский (укр. Іван Олександрович Луковський; 24 сентября 1935, Косяковка, Киевская область — 15 мая 2024, Киев) — советский учёный-механик, доктор физико-математических наук, профессор, заведующий отделом динамики и устойчивости многомерных систем Института математики НАН Украины, академик Национальной академии наук Украины (2000), основатель отечественной научной школы динамики твердых и деформируемых тел, которые имеют полости, частично заполненные жидкостью.

## Биография
Иван Александрович Луковский родился 24 сентября 1935 года в селе Косяковка Таращанского района Киевской области.
Выпускник механико-математического факультета Киевского университета имени Тараса Шевченко (1959), специализировался на кафедре аэрогидромеханики.
По распределению молодых специалистов попал в Институт математики Национальной академии наук Украины. С этим институтом Иван Александрович связан весь творческий путь учёного. Начав работу как обычный инженер, он впоследствии стал заместителем директора по научной работе (проработал на этой должности с 1969 по 1988), а в последнее время возглавлял отдел динамики и устойчивости многомерных систем того же института.
Иван Александрович считается основателем отечественной научной школы по динамики твёрдых и деформируемых тел, имеющих полости, частично заполненные жидкостью. С его именем связано развитие на Украине нового направления в математической физике, а именно нелинейной теории взаимодействия твердых и упругих тел с жидкостью. Им разработаны методы решения некоторых краевых задач гидродинамики и классов задач на собственные значения с граничными условиями.
Иван Александрович впервые теоретически обосновал некоторые физические явления связанные с механикой жидкостей и газов и определенные эффекты аэродинамики. В частности, впервые в литературе были обоснованы нелинейные эффекты кувырка и провала ограниченных объемов жидкости что ранее были экспериментально зафиксированы другими исследователями.
Весомым является вклад учёного в развитие отечественного ракетостроения. В сотрудничестве с ведущими отечественными конструкторскими бюро, он развил эффективные конечномерные модели базировались на системах обыкновенных линейных и нелинейных дифференциальных уравнений. При непосредственном участии Луковского в Институте математики был создан атлас гидродинамических коэффициентов уравнений возмущенного движения, который сегодня активно используется большинством проектно-конструкторских организаций.
Результаты фундаментальных исследований Луковского легли в основу многих известных учебников и пособий:
- «Расчёт динамических характеристик жидкости в подвижных полостях» (1968);
- «Методы определения присоединенных масс жидкости в подвижных полостях» (1969);
- «Нелинейные колебания жидкости в сосудах сложной геометрической формы» (1975);
- «Нелинейная динамика летательного аппарата с жидкостью» (1977);
- «Приближенные методы решения задач динамики ограниченного объема жидкости» (1984);
- «Взаимодействие тонкостенных упругих элементов с жидкостью в подвижных полостях» (1989);
- «Введение в нелинейную динамику твердого тела с полостями, содержащими жидкость» (1990);
- «Вариационные методы в нелинейных задачах динамики ограниченного объема жидкости» (1995).

Немало энергии Иван Александрович отдал преподавательской деятельности. Курсы Луковского на кафедре механики жидкостей и газов механико-математического факультета Киевского национального университета имени Тараса Шевченко пользуются высокой популярностью среди студентов.
Среди учеников Ивана Александровича 6 докторов и 25 кандидатов наук.
Значительную роль в работе Луковского занимала административная деятельность. Он являлся заместителем академика-секретаря Отделения математики НАН Украины, членом Национального комитета Украины по теоретической и прикладной механике, членом Комитета по Государственным премиям Украины в области науки и техники.
Иван Александрович входил в состав специализированных учёных советов по защите кандидатских и докторских диссертаций и являлся членом редколлегии журналов «Акустический вестник», «Математические методы и физико-механические поля», «Практични гидромеханика», «Украинский математический журнал».
В творческом активе учёного более 180 научных статей.
Иван Александрович являлся лауреатом Государственной премии Украины в области науки и техники, премии НАН Украины имени Михаила Янгеля, и премии НАН Украины имени Николая Крылова. Кроме того, награждён медалью «За трудовую доблесть» и грамотой Президиума Верховного Совета УССР.
Умер 15 мая 2024 года в возрасте 88 лет.